# Heinz-Dieter Borgmann
Heinz-Dieter Borgmann (* 31. Januar 1940) ist ein ehemaliger deutscher Fußballspieler. Er spielte in seiner aktiven Zeit ausschließlich für Vereine des Ruhrgebiets. Für Rot-Weiss Essen absolvierte er acht Bundesligaspiele und erzielte ein Tor.

## Werdegang
Borgmann spielte ab 1960 beim VfB Bottrop. Mit den Bottropern gewann er zum Ende der Spielzeit 1962/63 die Meisterschaft der 2. Liga. Da zur Saison 1963/64 die Bundesliga und deren Unterbau der damals zweitklassigen Fußball-Regionalligen eingeführt wurde, blieb ihm der Sprung in die Erstklassigkeit verwehrt. Borgmann musste mit den Bottropern mit einem Platz in der Regionalliga West vorliebnehmen. Er debütierte am 4. August 1963 beim 1:0-Auswärtserfolg bei Schwarz-Weiß Essen in der Regionalliga. Im damaligen WM-System agierte er als rechter Außenläufer im Team von Trainer Werner Stahl neben Mitspielern wie Torhüter Fred-Werner Bockholt und dem Siegtorschützen Klaus Beckfeld. Der VfB stieg als 17. der Tabelle am Rundenende aus der Regionalliga ab, Borgmann hatte 37 Ligaspiele absolviert und zwei Tore erzielt. Die Saison 1963/64 war die letzte mit 20. Mannschaften, da die Liga von 20 auf 18 Vereine verkleinert wurde. Borgmann hatte damit das zweitemal Pech mit den eingeführten Änderungen im Ligabetrieb. Er verabschiedete sich vom VfB und wechselte zum Ruhrgebietsnachbarn STV Horst-Emscher.
Mit den Gelsenkirchnern vom Fürstenbergstadion spielte er weiter in der Regionalliga West. Unter Trainer Kurt Sahm debütierte er am 9. August 1964 mit einer 0:2-Heimniederlage gegen Westfalia Herne an der Seite von Mitspielern wie Torhüter Bernd Petrasch, Werner Jestremski, Manfred Otta und Franz Wolny bei den „Emscher-Husaren“. In der Saison 1964/65 absolvierte er 32 Ligaspiele mit zwei Toren. Die Schwarz-Blauen belegten den 17. Tabellenplatz, Borgmann ereilte zum zweiten Mal der Abstieg. Borgmann wechselte zu Rot-Weiss Essen und blieb so der Regionalliga erhalten.
Die erste Saison, 1965/66, wurde als Tabellenzweiter hinter Fortuna Düsseldorf beendet und Borgmann hatte an der Seite der Mitspieler Willi Lippens, Heinz-Dieter Hasebrink, Werner Kik, Willi Koslowski, Herbert Weinberg und Helmut Littek 16 Ligaspiele absolviert und zwei Tore beim Gewinn der Vizemeisterschaft erzielt. Essen war damit für die Aufstiegsrunde qualifiziert. In der sich die Mannschaft von Trainer Fritz Pliska, gegen die Konkurrenten FC St. Pauli, 1. FC Saarbrücken und den FC Schweinfurt 05 durchsetzte, so stieg Borgmann in die Bundesliga auf, in der Aufstiegsrunde war er nicht zum Einsatz gekommen. Das erste Bundesligajahr, war zugleich das letzte für Borgmann, da Essen als Tabellenletzter abstieg, er absolvierte acht Spiele und erzielte ein Tor. Er spielte noch ein Jahr an der Essener Hafenstraße, absolvierte unter dem neuen Trainer Erich Ribbeck beim Erreichen der Vizemeisterschaft 1967/68 aber lediglich ein Ligaspiel und kehrte dann zum STV Horst-Emscher in die Amateurliga Westfalen zurück.